# Bieja
De Bieja (Russisch: Бия) is een rivier in de Russische autonome deelrepubliek Altaj en de kraj Altaj. De rivier vormt samen met de Katoen de bronrivieren van de Ob, waarvan zij de kortste is. De Bieja ontstaat in het Teletskojemeer (Altyn-Köl) vlak bij de Mongoolse grens, in de buurt van de Altaj, Westelijke Sajan en het Tannoe-Olagebergte en stroomt vandaaruit in noordwestelijke richting in de richting van de Ob. De rivier is bevroren van midden november, begin december tot begin tot half april. De Bieja is bevaarbaar tot de stad Biejsk.
De rivier wordt onder andere voor catamarans gebruikt in de toeristenindustrie. In de bovenloop bevinden zich veel stroomversnellingen.

## Belangrijkste zijrivieren
- Pyzja (aan linkerzijde)
- Sarykoksja (aan linkerzijde), na deze rivier wordt het water van de Bieja erg wild
- Lebed (aan rechterzijde)

- Gemeinsame Normdatei: 4272832-0
- Library of Congress Control Number: sh2017004197
- Nationale Bibliotheek van Israël: 987007407394205171